# Jamaicana
Jamaicana is een geslacht van rechtvleugeligen uit de familie sabelsprinkhanen (Tettigoniidae). De wetenschappelijke naam van dit geslacht is voor het eerst geldig gepubliceerd in 1895 door Brunner von Wattenwyl.

## Soorten
Het geslacht Jamaicana omvat de volgende soorten:
- Jamaicana flava Caudell, 1913
- Jamaicana subguttata Walker, 1870
- Jamaicana unicolor Brunner von Wattenwyl, 1895